# Porto di Tubarão
Il Porto di Tubarão (in portoghese: Porto de Tubarão) è uno dei principali porti di Brasile e America Latina. È un porto marittimo situato nella città di Vitória, Espírito Santo. Inaugurato nel 1966, è stato costruito dalla compagnia mineraria Companhia Vale do Rio Doce. È uno dei più grandi porti di esportazione di minerale di ferro al mondo. Il porto ha gestito 103,9 milioni di tonnellate nel 2019. Il secondo porto brasiliano che esporta la maggior parte del minerale di ferro, appena dietro Ponta da Madeira.

## Storia
La costruzione del porto di Tubarão fu iniziata nel 1962 da (allora una società a capitale misto) Vale do Rio Doce., L'anno della firma dei primi contratti a lungo termine per la fornitura di minerale di ferro al Giappone e alla Germania, poi la sua costruzione è stata pagata interamente con fondi del Tesoro Nazionale.
Il porto di Tubarão è stato un progetto pionieristico, progettato da Eliezer Batista, che ha contribuito a creare un nuovo processo logistico globale nel trasporto di rinfuse solide e liquide. La partecipazione del Giappone a questa impresa è stata decisiva e la costruzione del porto di Tubarão rimane nei ricordi con simpatia dei giapponesi fino ad oggi:
Grandi portarinfuse e portarinfuse, così come colossali petroliere, sono i frutti di questo konzept.
Il contributo dell'industria siderurgica brasiliana ha permesso a Companhia Vale do Rio Doce di compiere un primo importante passo con contratti a lungo termine e assistenza tecnologica nella progettazione e costruzione di grandi navi (nuovi materiali per nuovi progetti e loro versatilità). Di conseguenza, è stata creata Docenave, che è diventata la terza flotta di rinfuse più grande al mondo.»

### Finanziamenti
In possesso dei contratti di fornitura del minerale di ferro, Eliezer si è rivolto a Ex-Im Bank, la banca di sviluppo degli Stati Uniti, per il finanziamento per la costruzione del porto di Tubarão. Ma ha fallito: è tornato a mani vuote. La banca americana non ha concesso alcun credito al Brasile, né a Vale, né alle società siderurgiche giapponesi.
Ha spiegato le sue difficoltà al ministro delle Finanze dell'epoca, durante un'audizione che è diventata storica:

## Fondamenti economici
Tubarão divenne il ponte che collegava Vale S.A. al resto del mondo e consentì all'azienda di aumentare in modo significativo le esportazioni brasiliane complessive.
Progettato per ospitare navi di dimensioni non ancora prodotte, il porto di Tubarão è stato un pioniere mondiale nella sua categoria.

## Vantaggi collaterali
L'inaugurazione del porto di Tubarão nel 1966 e la sua tecnologia pionieristica hanno suscitato grande entusiasmo tra gli investitori giapponesi e hanno fatto molto per elevare il concetto internazionale del Brasile.
La sua costruzione ha immediatamente attirato una vera e propria "marea" di nuovi investimenti stranieri in Brasile, come Celulose Nipo Brasileira SA - Cenibra, Companhia Siderúrgica de Tubarão, Albrás - Alunorte (allumina e alluminio), Mineração da Serra Geral (minerale di ferro) e Nova Era Silicio (leghe di ferrosilicio, ecc). È il primo grande progetto d'oltremare CSI (California Steel Industries / Joint Venture di Vale con Kawasaki), che in qualche modo aiutò ad assolvere il ministro delle finanze dell'epoca, San Tiago Dantas, dal "peccato" di avendo autorizzato la stampa di moneta per la sua creazione.

## Notizie
Nel 2016, il porto era responsabile del 13% del PIL dell'Espírito Santo. L'aumento dell'attività economica nello stato può anche essere spiegato, perché dopo la costruzione del porto e del complesso, ha influenzato l'arrivo di aziende come Aracruz Celulose (Fibria) e Companhia Siderúrgica de Tubarão (ArcelorMittal). Anche il centro industriale di Vitória (CIVIT), a Serra, ha avuto luogo dopo il 1966. Il complesso Tubarão comprende otto fabbriche di pellettizzazione, operazioni portuali per la spedizione di minerale di ferro, pellet, prodotti agricoli e lo scarico di carbone. Almeno 60 tipi di prodotti passano attraverso il sito, tra cui minerale di ferro, acciaio, soia, carbone e calcare lungo 905 chilometri di ferrovia, che rappresentano circa il 40% del trasporto ferroviario di merci del paese.
Il porto ha gestito 103,9 milioni di tonnellate nel 2019.

## Trasporti
L'accesso stradale è tramite BR-101, la ferrovia, la ferrovia Vitória-Minas - EFVMe o via mare attraverso il canale di accesso al terminal, in mare aperto, in città da Vitória - ES.